# Ökumenischer Rat der Kirchen
Der Ökumenische Rat der Kirchen (kurz ÖRK; auch Weltkirchenrat und Weltrat der Kirchen; englisch World Council of Churches, kurz WCC) mit Sitz in Genf wurde am 23. August 1948 in Amsterdam gegründet und gilt seitdem als zentrales Organ der ökumenischen Bewegung. Er ist ein weltweiter Zusammenschluss von 365 Mitgliedskirchen (Stand: 2025) in mehr als 120 Ländern auf allen Kontinenten der Erde. Diese vertreten 580 Millionen Christen.
Der ÖRK besteht aus Kirchen, Konventionen oder Vereinigungen von Kirchen, die mit der Basiserklärung übereinstimmen, formell als Mitglieder aufgenommen wurden und die Mitgliedschaft fortsetzen.
Für die Mitgliedschaft gibt es theologische und organisatorische Voraussetzungen.

## Theologische Voraussetzungen
- Bekenntnis zum Glauben an den dreieinigen Gott, wie er in der Bibel und im Nicäno-Konstantinopolitanum ausgedrückt ist.
- Die Kirche verkündet das Evangelium und feiert die Sakramente nach ihrer Lehre.
- Die Kirche praktiziert die Taufe „im Namen des Vaters, des Sohns und des Heiligen Geists“ und erkennt an, dass die Kirchen die gegenseitige Anerkennung ihrer Taufe anstreben müssen.
- Die Kirche erkennt die Gegenwart und das Wirken Christi und des Heiligen Geistes jenseits ihrer eigenen Grenzen an und bittet darum, dass allen Kirchen die Einsicht geschenkt werden möge, dass auch andere Mitgliedskirchen an die Heilige Trinität und die erlösende Gnade Gottes glauben.
- Die Kirche erkennt in den anderen Mitgliedskirchen des ÖRK Elemente der wahren Kirche, selbst wenn sie sie nicht „als Kirchen im wahren und vollen Sinne des Wortes“ ansieht (Erklärung von Toronto).

## Organisatorische Voraussetzungen
- Die Kirche kann autonom über ihre Lehre und Organisation bestimmen.
- Die Kirche kann ohne Zustimmung einer dritten Organisation oder Person Mitgliedschaft im ÖRK beantragen und fortsetzen.
- Die Kirche (oder Gruppe von Kirchen) hat 50.000 Mitglieder (Ausnahmen sind möglich). Kleinere Kirchen, die sonst alle Voraussetzungen erfüllen, können ohne Stimmrecht aufgenommen werden.
- Die Kirche soll alles in ihren Kräften stehende tun, um konstruktive ökumenische Beziehungen zu anderen Kirchen ihres Landes oder ihrer Region zu pflegen (beispielsweise als Mitglied  in einer nationalen und regionalen ökumenischen Organisation).

## Organisation
- Sitz: Genf
- Generalsekretär (seit 2023): Jerry Pillay, Presbyterianische Kirchen
- Vorsitzender des Zentralausschusses (seit 2022): Heinrich Bedford-Strohm, Deutschland[4]

In der Regel werden Beschlüsse des ÖRK im Konsensverfahren gefasst, also nicht durch Mehrheitsabstimmungen. Mögliche Fälle von Konsens sind:
- Einstimmigkeit
- Mehrheit ist einverstanden, Minderheit begnügt sich damit, dass eine ausführliche und faire Aussprache stattgefunden hat und erhebt keine Einwände.
- Es besteht Einigkeit darüber, dass keine Entscheidung erzielt werden kann oder dass unterschiedliche Auffassungen über einen Gegenstand bestehen können. Diese Auffassungen werden ins Protokoll aufgenommen.

## Mitgliedskirchen
Mitglieder sind die meisten großen Kirchen der evangelischen Traditionen (Lutheraner, Reformierte, Unierte, Methodisten, Baptisten etc.), die anglikanischen Kirchen, die altkatholischen/christkatholischen Kirchen und die meisten orthodoxen und orientalisch-orthodoxen Kirchen.
Neben Kirchen, die Vollmitglieder des Rates sind, können Nationale Kirchenräte den Status einer angeschlossenen Organisation bekommen. In manchen dieser Nationalen Kirchenräte arbeiten auch Kirchen mit, die selbst nicht Mitglieder des ÖRK sind, so etwa die römisch-katholische Kirche in den Arbeitsgemeinschaften Christlicher Kirchen in Deutschland und der Schweiz und im Ökumenischen Rat der Kirchen in Österreich.

### Mitgliedskirchen im deutschen Sprachraum
- Deutschland
  - Katholisches Bistum der Alt-Katholiken in Deutschland
  - alle 20 Gliedkirchen der Evangelischen Kirche in Deutschland
  - Vereinigung der deutschen Mennonitengemeinden
  - Europäisch-Festländische Provinz der Brüderunität
  - Arbeitsgemeinschaft Christlicher Kirchen in Deutschland (angeschlossen)
  - Bund Evangelisch-Freikirchlicher Gemeinden (seit 2025)

- Österreich
  - Alt-Katholische Kirche Österreichs
  - Evangelische Kirche Augsburgischen und Helvetischen Bekenntnisses in Österreich
  - Ökumenischer Rat der Kirchen in Österreich (angeschlossen)

- Schweiz
  - Christkatholische Kirche der Schweiz
  - Evangelisch-reformierte Kirche Schweiz
  - Arbeitsgemeinschaft christlicher Kirchen in der Schweiz (angeschlossen)

- weltweite Kirche, die es auch in Deutschland, Österreich und der Schweiz gibt:
  - Evangelisch-methodistische Kirche
  - die in den genannten Ländern vertretenen orthodoxen Kirchen, welche Mitglied des ÖRK sind

- und aus 120 anderen Nationen

### Nichtmitglieder
Die römisch-katholische Kirche, die größte Konfession innerhalb des Christentums, gehört dem ÖRK nicht an, einerseits da nach Auffassung von Teilen in der katholischen Kirchenleitung Kirchenbild und Ekklesiologie nicht kompatibel seien. Sie arbeitet aber in mehreren Bereichen mit dem ÖRK zusammen und ist Vollmitglied zweier seiner Kommissionen: Glauben und Kirchenverfassung sowie Weltmission und Evangelisation. Das Hauptforum für das gemeinsame Studium und den Dialog zwischen dem ÖRK und der römisch-katholischen Kirche ist ein 1965 nach dem Zweiten Vatikanischen Konzil eingerichtetes Beratungsorgan, die Gemeinsame Arbeitsgruppe (Joint Working Group).
Viele evangelikale Kirchen, auch die meisten Kirchen aus dem Bereich der Pfingstbewegung, sind keine Mitglieder. Auch die Siebenten-Tags-Adventisten sind nicht Mitglied, allerdings nehmen sie als Beobachter an den Sitzungen und Konferenzen teil.
Da der ÖRK von seinen Mitgliedern ein Grundbekenntnis zum Beispiel zur Dreieinigkeit, zur Göttlichkeit Christi und zu dessen leiblichem Tod und Auferstehung einfordert, können diverse christliche Gruppierungen, die diese Lehren ganz oder teilweise ablehnen, keine Mitglieder werden (z. B. die Unitarier).
Die drei überwiegend oder gänzlich „weißen“ südafrikanischen reformierten Kirchen Nederduitse Gereformeerde Kerk/Transvaal, Nederduitse Gereformeerde Kerk/Kapprovinz und Nederduitsch Hervormde Kerk verließen den ÖRK 1961 auf Grund von dessen kritischer Haltung zur Apartheidspolitik Südafrikas. Die Heilsarmee und die Presbyterian Church in Ireland traten 1978 beziehungsweise 1980 aus dem ÖRK aus, da sie die Unterstützung südafrikanischer Befreiungsbewegungen durch diesen ablehnten.

## Geschichte

### Vorgeschichte
- Die erste Weltmissionskonferenz, die 1910 in Edinburgh unter dem Motto „Evangelisation der Welt in dieser Generation“ stattfand, gilt als symbolischer Ausgangspunkt der modernen ökumenischen Bewegung. Entscheidende Anstöße gab dann 1920 das Ökumenische Patriarchat Konstantinopel mit dem öffentlichen Aufruf, eine ständige gemeinsame Vertretung aller Kirchen zu schaffen, einen Kirchenbund in Anlehnung an den nach dem Ersten Weltkrieg geschaffenen Völkerbund. Ähnliche Anstöße gaben der schwedische Erzbischof Nathan Söderblom und J.H. Oldham aus Großbritannien.
- Zwei Strömungen des ökumenischen Lebens waren für das Entstehen des ÖRK von besonderer Bedeutung: die Bewegung für Praktisches Christentum (Life and Work), die internationale Konferenzen 1925 in Stockholm, 1937 in Oxford abhielt, und die Bewegung Glauben und Kirchenverfassung (Faith and Order), deren internationale Konferenzen 1927 in Lausanne und 1937 in Edinburgh stattfanden. 1938 beschlossen die beiden Bewegungen in Utrecht ihre Vereinigung, die aber wegen des Zweiten Weltkriegs aufgeschoben werden musste.

### Gründung
Die Gründungsversammlung fand vom 22. August bis 4. September 1948 in Amsterdam statt. Die 361 Delegierten von 146 Kirchen bestätigten dem ÖRK „die Möglichkeit gegenseitiger Beratung und Gelegenheit für ein gemeinsames Vorgehen in Fragen gemeinsamer Interessen [zu] schaffen. [...] Er hat die Vollmacht, regionale Konferenzen und Weltkonferenzen über bestimmte Fragen je nach Bedarf einzuberufen.“
Der Beginn der Vollversammlung war durch die Ansprache von Karl Barth gekennzeichnet. Im Auditorium gab es scharfe Auseinandersetzungen um politische Fragen, bis die Versammlung die Auffassung vertrat, „daß die Kirchen kein Gesellschaftssystem zu bevorzugen hätten, [... da] weder der Kapitalismus noch der Kommunismus christliche Authentizität für sich in Anspruch nehmen könnten.“ Die politischen Kontroversen beunruhigten weiterhin, doch „Probleme und Debatten hinderten den ÖRK nicht an seiner Fortentwicklung.“

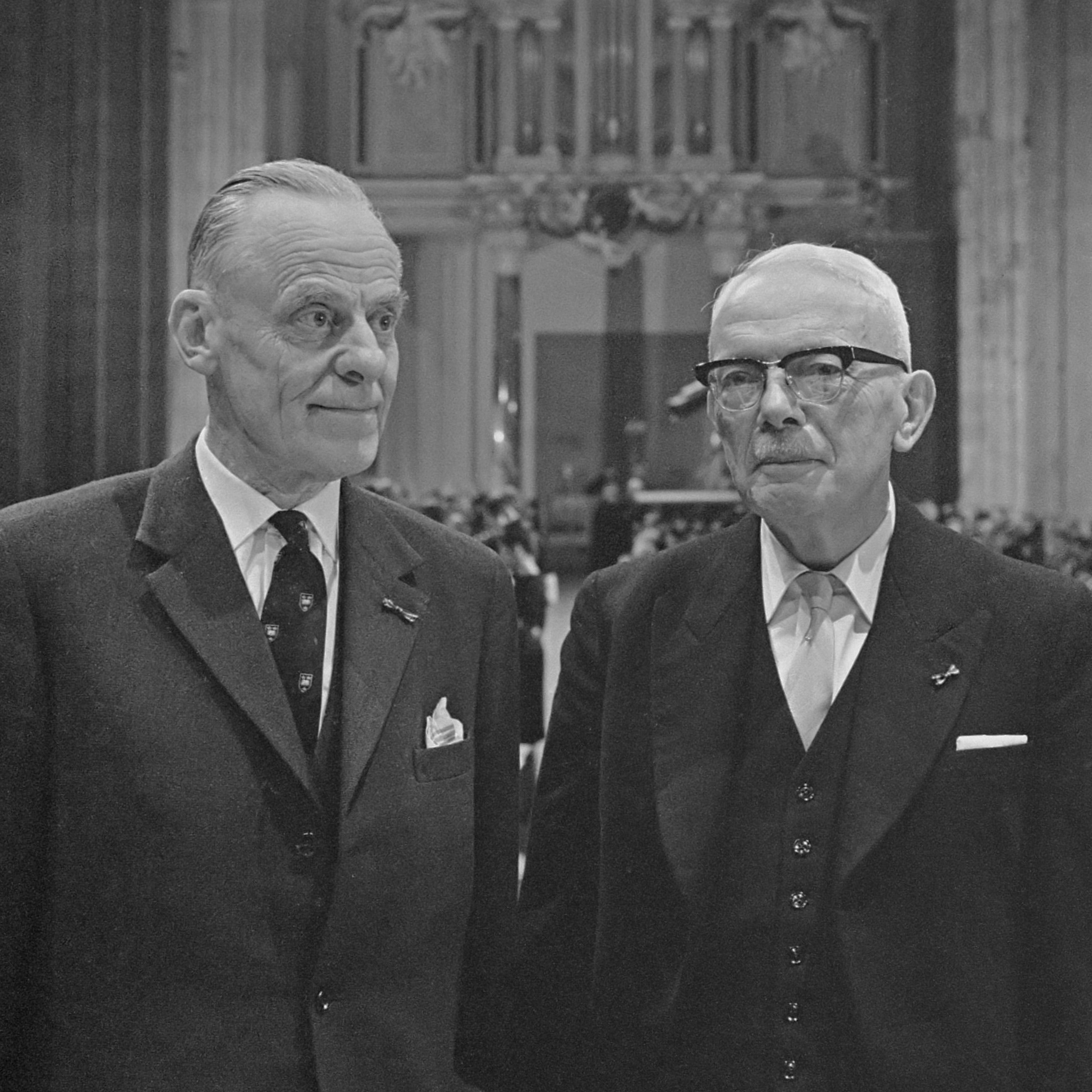
Visser ’t Hooft (links), 1964

Ein Präsidium aus sechs Vorsitzenden wurde gebildet. Generalsekretär wurde W. A. Visser ’t Hooft, der „für viele als der wirkliche Vorsitzende des ÖRK (galt).“ Im ersten Zentralausschuss des ÖRK (90 Mitglieder) wollte man „eine ausreichende Anzahl von Laien und Frauen ernennen, was nahezu gelang.“
Das Heilige Offizium des Vatikans hatte nach Einladungen des Vorbereitenden Ausschusses darauf hingewiesen, dass „‚gemischte Versammlungen‘ ohne vorherige Erlaubnis des Heiligen Stuhls“ verboten seien. „Keinem römischen Katholiken wurde vom Heiligen Stuhl die offizielle Erlaubnis [zur Teilnahme] gegeben.“ Die einzigen dann teilnehmenden römischen Katholiken waren Journalisten.
Die Allgemeine Erklärung der Menschenrechte, die von den Vereinten Nationen 1948 vereinbart wurde, machte sich der ÖRK in der Gründungsversammlung in ähnlicher Form (Artikel 18) zu eigen:
„Jedermann hat das Recht auf Denk-, Gewissens- und Religionsfreiheit; dieses Recht schließt ein, seine Religion oder seinen Glauben zu wechseln, sowie die Freiheit, entweder allein oder in Gemeinschaft mit anderen und öffentlich oder privat seine Religion oder seinen Glauben in Unterricht, Lebensführung, Gottesdienst und Beachtung von Bräuchen zu bekunden.“
Die Vollversammlung „erhielt ihr besonderes Kennzeichen durch die zwar zahlenmäßig noch immer bescheidene, durch ihr inneres Gewicht jedoch höchst bedeutungsvolle Vertretung der ‚jungen Kirchen’, deren Delegierte in allen Sektionen und sonstigen Arbeitsgruppen der Weltkonferenz einen weit über ihre Zahl hinausgehenden Einfluß übten.“

### Weitere Entwicklungen
Anfangs waren nur zwei der Säulen der frühen ökumenischen Bewegung am ÖRK beteiligt. 1961 wurde auch der 1921 gegründete Internationale Missionsrat (IMR) als Kommission für Weltmission in die Organisation integriert. 1971 schließlich integrierte der ÖRK eine vierte Bewegung, den Weltrat für Christliche Erziehung, der sich von der Sonntagsschulbewegung im 18. Jahrhundert herleitet.
Beim Zweiten Vatikanischen Konzil (1962–1965) waren Beobachter des ÖRK zugelassen. In der Folge kam es zu einem kontinuierlichen Annäherungsprozess zwischen der römisch-katholischen Kirche und der ökumenischen Bewegung (siehe auch: Unitatis redintegratio).

### Vollversammlungen
| Nr. | Jahr | Ort          | Land        | Thema                                                           |
| --- | ---- | ------------ | ----------- | --------------------------------------------------------------- |
| 1   | 1948 | Amsterdam    | Niederlande | Die Unordnung der Welt und Gottes Heilsplan                     |
| 2   | 1954 | Evanston     | USA         | Jesus Christus – die Hoffnung der Welt                          |
| 3   | 1961 | Neu-Delhi    | Indien      | Jesus Christus – das Licht der Welt                             |
| 4   | 1968 | Uppsala      | Schweden    | Siehe, ich mache alles neu                                      |
| 5   | 1975 | Nairobi      | Kenia       | Jesus Christus befreit und eint                                 |
| 6   | 1983 | Vancouver    | Kanada      | Jesus Christus, das Leben der Welt                              |
| 7   | 1991 | Canberra     | Australien  | Komm, Heiliger Geist, erneuere die ganze Schöpfung              |
| 8   | 1998 | Harare       | Simbabwe    | Kehret um zu Gott – seid fröhlich in Hoffnung                   |
| 9   | 2006 | Porto Alegre | Brasilien   | In Deiner Gnade, Gott, verwandle die Welt                       |
| 10  | 2013 | Busan        | Südkorea    | Gott des Lebens, weise uns den Weg zu Frieden und Gerechtigkeit |
| 11  | 2022 | Karlsruhe    | Deutschland | Die Liebe Christi bewegt, versöhnt und eint die Welt            |

### Generalsekretäre
| Zeit      | Name                          | Kirche                                                                           | Land        |
| --------- | ----------------------------- | -------------------------------------------------------------------------------- | ----------- |
| 1948–1966 | Willem Adolf Visser ’t Hooft  | Niederländisch-reformierte Kirche/Schweizerischer Evangelischer Kirchenbund Genf | Niederlande |
| 1966–1972 | Eugene Carson Blake           | Presbyterian Church (U.S.A.)                                                     | USA         |
| 1972–1984 | Philip Potter                 | methodistische Kirche                                                            | Dominica    |
| 1985–1992 | Emilio Castro                 | Evangelisch-methodistische Kirche in Uruguay                                     | Uruguay     |
| 1993–2003 | Konrad Raiser                 | Evangelische Kirche in Deutschland (EKD)                                         | Deutschland |
| 2004–2009 | Samuel Kobia                  | Methodistenkirche Kenias                                                         | Kenia       |
| 2010–2020 | Olav Fykse Tveit              | Norwegische Kirche                                                               | Norwegen    |
| 2020–2022 | Ioan Sauca (geschäftsführend) | Rumänisch-Orthodoxe Kirche                                                       | Rumänien    |
| 2023–     | Jerry Pillay                  | Uniting Presbyterian Church in Southern Africa                                   | Südafrika   |

### Präsidenten
Als Präsidenten der Vollversammlung haben u. a. Nita Barrow (1983), Martin Niemöller, der Patriarch Paulos, Sarah Chakko, Paulos Mar Gregorios und Anastasios Yannoulatos gewirkt.

## Themen und Arbeitsfelder
Als Meilenstein auf dem Weg der ökumenischen Bewegung kann die Lima-Erklärung zu Taufe, Eucharistie und Amtsverständnis von 1982 betrachtet werden.
Der ÖRK hat verschiedene Programme. Eines davon heißt „Interreligiöser Dialog und interreligiöse Zusammenarbeit“, dieses fördert bilaterale und multilaterale Dialoge. Kulturübergreifende Begegnungen werden ermöglicht. Konkret gibt es drei Projekte: „Vertrauen und Respekt zwischen Religionen“, „Christliches Selbstverständnis“ und „Kirchen in Konfliktsituationen“.

## Spannungen zwischen Protestantismus und Orthodoxie
Der Ökumenische Rat der Kirchen besteht im Wesentlichen aus Kirchen der evangelischen und der orthodoxen Tradition. Diese unterscheiden sich sehr stark in ihrem Selbstverständnis als Kirche und in ihrer Theologie, was von Anfang an zu Spannungen geführt hat. Es war deshalb für den ÖRK nötig, schon in der 1950 vom Zentralausschuss angenommenen Erklärung von Toronto klarzustellen, dass er „sich nicht auf den Boden einer besonderen Auffassung von der Kirche stellen“ wolle und die Mitgliedschaft nicht voraussetze, dass man die anderen Mitgliedskirchen „als Kirchen im wahren und vollen Sinne des Wortes“ anerkennen müsse.
Während der ÖRK sich ursprünglich als Bewegung in Richtung der Wiederherstellung der Einheit der christlichen Kirchen verstand, hat er sich in den letzten Jahrzehnten mehr bemüht, der Pluralität der Bewegungen, Aktionen und Probleme in der Welt gerecht zu werden. Diese Richtungsänderung stieß bei Kirchen, die sich besonders der Einheitsbewegung verpflichtet sehen – insbesondere bei den orthodoxen Kirchen – zunehmend auf Widerspruch.
Die bisherige Struktur mit Mehrheitsabstimmungen bevorzugte die Sicht der evangelischen Kirchen, die daher in den Prioritäten und Programmen des ÖRK dominierte. Die daraus resultierenden Spannungen führten bis zu Austrittsdrohungen einzelner orthodoxer Kirchen. Eine paritätisch besetzte Sonderkommission hat deshalb Vorschläge erarbeitet um Struktur, Stil und Ethos des ÖRK entsprechend zu verbessern, wobei auch ähnliche Anliegen anderer Kirchenfamilien und Kirchen aufgenommen wurden.
Im Februar 2005 änderte der ÖRK-Zentralausschuss auf der Grundlage der Empfehlungen dieses Abschlussberichtes seine Verfassung und führte das Konsensverfahren als neue Methode der Entscheidungsfindung und Beschlussfassung ein. Dieses kam erstmals auf der Vollversammlung des ÖRK im Februar 2006 in Porto Alegre voll zum Einsatz.
Auf Antrag der Synode der evangelisch-reformierten Kirche der Schweiz wurde im Zentralausschuss des Ökumenischen Rats der Kirchen nach dem Russischen Überfall auf die Ukraine die Suspendierung der Russisch-Orthodoxen Kirche geprüft, welche den Krieg theologisch zu rechtfertigen versucht und Kriegspropaganda betrieben hatte. Das Verfahren wurde nicht eingeleitet.

## Kritik
- Kritisiert wurde die Haltung gegenüber realsozialistischen Regierungen und deren Menschenrechtsverletzungen während der 1960er und 1970er Jahre.[19]
- In den 1970er Jahren gab es, unter anderem aus der EKD, Kritik an der finanziellen Unterstützung militanter afrikanischer Widerstandsbewegungen (ANC, SWAPO, Zimbabwe African National Union) im Anti-Rassismus-Programm.[20]
- Die orthodoxen Kirchen haben den ÖRK u. a. wegen der von ihnen empfundenen Dominanz von liberal-protestantischen Themen wie Frauenordination und positive Bewertung der Homosexualität in den letzten Jahren mehrmals scharf kritisiert, haben sich aber zunächst zur Fortführung ihrer Mitgliedschaft entschieden. Nur die georgische und die bulgarische Kirche traten aus.
- 2002 kritisierten Landesbischöfin Margot Käßmann und Bischof Wolfgang Huber, dass die Ostkirchen die Kirchlichkeit der reformatorischen Kirchen bezweifelten, was keine gute Grundlage für eine verbindliche Zusammenarbeit biete.[21]
- Der Evangelische Pressedienst fasste eine Reihe von kritischen Reaktionen auf die Vollversammlung 2006 in Porto Alegre folgendermaßen zusammen: „Dem Kasseler Bischof Martin Hein, der wieder in den ÖRK-Zentralausschuss gewählt wurde, vermisste ‚zündende Ideen‘ und Visionen für Reform der ökumenischen Bewegung. Der Präsident des Schweizerischen Evangelischen Kirchenbundes, Thomas Wipf, bezeichnete die Arbeitsbedingungen bei den erstmals im Konsens getätigten Abstimmungen als ‚nicht optimal‘. Positiv gab sich Bischöfin Bärbel Wartenberg-Potter (Lübeck), die viel ‚Lebendigkeit und spirituelle Kraft‘ ausmachte. Für Missfallen und Unmut sorgte bei allem Harmoniestreben die Tagungsregie. So beklagten viele Delegierte die fehlende Aussprache über einen Gebetsaufruf zur Reform der Weltwirtschaft. Einige empörten sich, das Dokument befördere einseitig Kapitalismuskritik und sei nicht von wirtschaftlichem Sachverstand getrübt. Auch der EKD-Ratsvorsitzende, Bischof Wolfgang Huber, konnte in dieser Sache nicht vermitteln. Die Globalisierung, betonte er in Porto Alegre, habe viele Gesichter: Zum einen könnten hasserfüllte Gewaltdemos gegen die Mohammed-Karikaturen weltweit organisiert werden. In kurzer Zeit seien aber internationale Hilfsaktionen für Katastrophen-Opfer wie etwa nach dem Tsunami möglich.“[22]
- Verschiedentlich wurde dem ÖRK eine einseitige oder gar antisemitische Haltung gegenüber Israel vorgeworfen.[23] Vor der Vollversammlung 2022 äußerte der Zentralrat der Juden in Deutschland die Sorge vor einem antisemitischen Eklat.[24] Der ÖRK hat diese Vorwürfe wiederholt zurückgewiesen, so auch auf der Vollversammlung 2022. Dabei erklärte der geschäftsführende Generalsekretär des Weltkirchenrates, Ioan Sauca: „Wir widersetzen uns allen Formen von Antisemitismus, lehnen sie ab, ächten und verurteilen sie.“ Zugleich stehe der ÖRK für gleiche Menschenrechte für Palästinenserinnen und Palästinenser ein und appelliere an die israelische Regierung, „alle Bürgerinnen und Bürger zu schützen, ungeachtet davon, ob sie israelisch oder palästinensisch sind“, und die Besetzung palästinensischer Gebiete zu beenden. Diese Forderungen hätten nichts mit Antisemitismus zu tun.[25]

## Philatelistisches
Anlässlich der ÖRK-Vollversammlung Karlsruhe 2022 gab die Deutsche Post AG mit dem Erstausgabetag 4. August 2022 ein Sonderpostwertzeichen im Nennwert von 160 Eurocent heraus. Der Entwurf stammt von der Grafikerin Luzia Hein aus Hamburg.

## Varia
- Die Kapelle des ÖRK in Genf hat seit Anfang der 1960er Jahre eine Orgel, die aus der DDR stammt – gefertigt hat sie das Unternehmen Schuke Orgelbau Potsdam.[26]